# Cissé Mariam Kaïdama Sidibé
Cissé Mariam Kaïdama Sidibé, född 4 januari 1948 i Timbuktu, död 6 november 2021 i Tunis, Tunisien, var premiärminister i Mali 2011–2012. 
Hon utnämndes som första kvinna på posten av president Amadou Toumani Touré efter att den tidigare regeringen, ledd av Modibo Sidibé, hade avgått den 30 mars 2011.
Sidibé hade en examen från École nationale d’administration i Strasbourg och innehade även tidigare olika ministerposter i Mali.